# جوس فيل اوشكيز
خطأ لوا في mw.text.lua على السطر 25: bad argument #1 to 'match' (string expected, got nil).
جوس فيل أوشكيز José Velázquez لاعب كرة القدم الفنزويلي سان جوس مانويل فيلاسكيز.في هذا الاسم الإسباني، يكون اللقب الأول أو الأب هو فيل أوشكيز واسم العائلة الثاني أو الأم هو ألارك إرمن.
جوس غوادالوبي فيل أوشكيز ألارك إرمن (12 أغسطس 1923-2012) كان لاعب كرة قدم مكسيكي تنافس بشكل أساسي في مإكسيكو بريميرا ديف إرمن. أمضى معظم حياته المهنية مع نادي بويبلا، الذي سجل 61 هدفا له، وكان عضوا في فريق بطولة كوبا إم أوكسيكو عام 1944. مثل فيل أوشكيز فريقه الوطني في مناسبة واحدة في كأس العالم 1950  الذي عقد في البرازيل.

## الحياة الشخصية
ولد فيل أوشكيز في خاليسكو بالمكسيك.

## المسيرة الرياضية
ظهر لأول مرة مع نادي بويبلا في عام 1944، وهو العام الأول للنادي في الوجود، ولعب في مباراة بطولة دوري الدرجة الأولى ضد نادي ريال إسبا إرما في وقت لاحق من ذلك العام. كان فيل أوشكيز هداف ناديه برصيد 13 هدفا. أنهى نادي بويبلا سلسلة البطولة كوصيف. ثم أصبح فيل أوشكيز لاعبا رئيسيا في فوز النادي في ذلك العام كأس إم أوشيكو ضد نادي أم أوشريكا.
في عام 1951، عند الانتهاء من عقده مع بويبلا إف سي، انتقل فيل أوشزكيز إلى ديبورتيفو فيراكروز، حيث لعب لمدة عام قبل اعتزاله.

## المنتخب الوطني
جنبا إلى جنب مع زميل فريق بويبلا، صموئيل كانو، فيل أوشكيز كان مطلوبا للعب في كأس العالم 1950  في البرازيل. تم اختياره كقائد ولعب في جميع المباريات الثلاث المجدولة، لكنه فشل في التسجيل.

## الانجازات
- Copa México: (1) 1945